# Camilla Horn

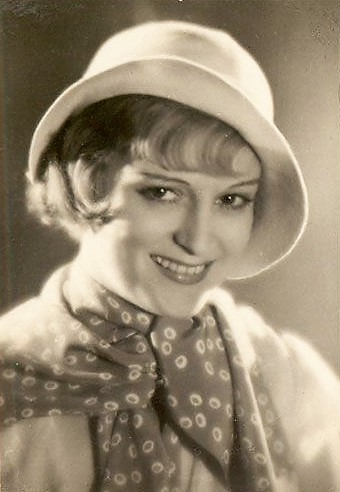
Camilla Horn in den 1920ern

Camilla Martha Horn (* 25. April 1903 in Frankfurt am Main; † 14. August 1996 in Gilching) war eine deutsche Schauspielerin.

## Leben
Sie war die Tochter des Eisenbahnbeamten Wilhelm Horn und seiner Ehefrau Martha. Nach einer Gesellenprüfung als Schneiderin war Horn zunächst in unterschiedlichen Berufen tätig, um sich eine Schauspielausbildung zu finanzieren. Diese absolvierte sie schließlich in Berlin bei Lucie Höflich und nahm zusätzlich Tanzunterricht bei Rudolf von Laban.
In den Folgejahren vorwiegend als Statistin auf Bühnen und im Film tätig, wurde sie 1925 von Friedrich Wilhelm Murnau für die Rolle des Gretchens in seiner Faust-Verfilmung entdeckt. Faust – eine deutsche Volkssage wurde ein großer internationaler Erfolg. Camilla Horn erhielt einen Vertrag bei den United Artists in Hollywood, der unter anderem eine Zusammenarbeit mit Ernst Lubitsch oder John Barrymore zur Folge hatte. Dabei wurde sie aber oft auf den Typ der aufrechten Naiven im Sinne ihrer Gretchen-Rolle festgelegt. 1929 kehrte sie nach Deutschland zurück und konnte dort und mit Produktionen in Großbritannien und Frankreich an ihre Erfolge anknüpfen. Ihre Rollen wiesen jetzt eine größere Bandbreite und Vielfältigkeit auf.
In einer deutsch-ungarischen Gemeinschafts-Produktion entstand der 1936 fertiggestellte Film Sein letztes Modell. Darsteller waren Camilla Horn, Rudolf Carl, Hilde von Stolz, Otto Tressler, der Schauspieler Paul Javor vom Staatstheater Budapest und der ungarische Bariton Alexander Svéd.
Nach dem Krieg arbeitete sie aufgrund ihrer Englischkenntnisse zunächst als Dolmetscherin und dann auch wieder als Schauspielerin auf der Bühne, im Film und gelegentlich auch für das Fernsehen. Ihren letzten Filmauftritt hatte Camilla Horn 1988 in Peter Schamonis Schloß Königswald, einer Hommage an Star-Schauspielerinnen der UFA-Zeit, in dem auch Marika Rökk, Marianne Hoppe oder Carola Höhn mitwirkten. Im selben Jahr hatte sie auch ihre letzte Fernsehrolle in der deutsch-ungarischen Co-Produktion Die Spinnen. 1985 schrieb sie ihre Memoiren Verliebt in die Liebe.
Ihre letzte Verpflichtung, die Rolle der Miss Sophie in dem 1992 geplanten Kinofilm Dinner for One mit Bodo Maria zu spielen, konnte sie wegen Krankheit nicht mehr erfüllen. Es entstand ein Video, das ihr gewidmet wurde.
Sie war vier Mal verheiratet: mit dem Kaufmann Klaus Geerts (1927 bis 1930), dem Architekten Kurt Kurfis (ab 1938), mit dem Schweizer Robert Schnyder und mit Rudolf Mühlfenzl, dem späteren Chefredakteur des Bayerischen Rundfunks (1953 bis 1963). Sie besaß in den 1930er Jahren in Lübben (Spreewald) am Weinberg ein Wochenendhaus, das bis heute steht.
Ihr Grab befindet sich auf dem Friedhof in Herrsching am Ammersee.

## Preise
- 1974: Filmband in Gold des Bundesfilmpreises für langjähriges und hervorragendes Wirken im deutschen Film
- 1987: Bayerischer Filmpreis (Darstellerpreis) für Schloß Königswald
- 1993: Verdienstkreuz 1. Klasse der Bundesrepublik Deutschland

## Filmografie
- 1921: Kean
- 1925: Wege zu Kraft und Schönheit – Ein Film über moderne Körperkultur
- 1925: Tartüff
- 1926: Faust – eine deutsche Volkssage
- 1926: Madame wünscht keine Kinder
- 1927: Die Frauengasse von Algier
- 1927: Jugendrausch
- 1927: Der fröhliche Weinberg
- 1928: Wetterleuchten (Tempest)
- 1929: Der König der Bernina (Eternal Love)
- 1929: Die Königsloge (The Royal Box)
- 1929: Die Drei um Edith
- 1930: Mein Herz gehört Dir…
- 1930: Moral um Mitternacht
- 1930: Fundvogel
- 1930: Die große Sehnsucht
- 1930: Hans in allen Gassen
- 1931: Ich geh’ aus und Du bleibst da
- 1931: Leichtsinnige Jugend
- 1931: Die Nacht ohne Pause
- 1931: Sonntag des Lebens
- 1931: Das Lied der Nationen
- 1932: Die fünf verfluchten Gentlemen
- 1932: Der Frechdachs
- 1932: The Return of Raffles
- 1933: The Love Nest
- 1933: Rund um eine Million
- 1933: Moral und Liebe
- 1933: Matinee Idol
- 1933: Rakoczy-Marsch
- 1933: Wenn ich König wär!
- 1934: Der Doppelgänger
- 1934: Die große Chance
- 1934: Ein Walzer für dich
- 1934: Ich sehne mich nach Dir
- 1934: Der letzte Walzer
- 1934: The Luck of a Sailor
- 1935: Der rote Reiter
- 1936: Weiße Sklaven
- 1937: Sein letztes Modell
- 1937: Gauner im Frack
- 1938: Fahrendes Volk
- 1938: Rote Orchideen
- 1938: In geheimer Mission
- 1939: Roman eines Arztes
- 1939: Zentrale Rio
- 1940: Polterabend
- 1940: Herz ohne Heimat
- 1940: Die letzte Runde
- 1940: Die keusche Geliebte
- 1941: Friedemann Bach
- 1942: Tragödie einer Liebe (Vertigine)
- 1942: Paura d’amare
- 1942: Angelo del crepuscolo
- 1944: Seine beste Rolle
- 1944/48: Intimitäten
- 1949: Gesucht wird Majora
- 1952: Königin der Arena
- 1953: Vati macht Dummheiten
- 1953: Die 40 Minuten der Henriette Dupont (Fernsehfilm)
- 1958: Die Erbin (Fernsehfilm)
- 1963–1965: Wilde Spiele - Die Tigervilla (Fernsehserie)
- 1967: Dreizehn Briefe (Fernsehserie, 1 Folge)
- 1969: Heißes Spiel für harte Männer (Rebus)
- 1970: Wer weint denn schon im Freudenhaus?
- 1970: Immer bei Vollmond
- 1975: Gestern gelesen (Fernsehserie, 1 Folge)
- 1982: Frankies Braut (Fernsehfilm)
- 1982: Unheimliche Geschichten – Als die Zeit stillstand
- 1982: Camilla Horn sieht sich als Gretchen in Murnaus Stummfilm Faust (Dokumentarfilm)
- 1985: Die Schwarzwaldklinik (Fernsehserie, Folge: Die Wunderquelle)
- 1987: Der Unsichtbare
- 1988: Schloß Königswald
- 1988: Die Spinnen (Fernsehfilm)